# Physogyra lichtensteini
Physogyra lichtensteini là một loài san hô trong họ Euphyllidae. Loài này được Milne Edwards and Haime mô tả khoa học năm 1851.

## Hình ảnh

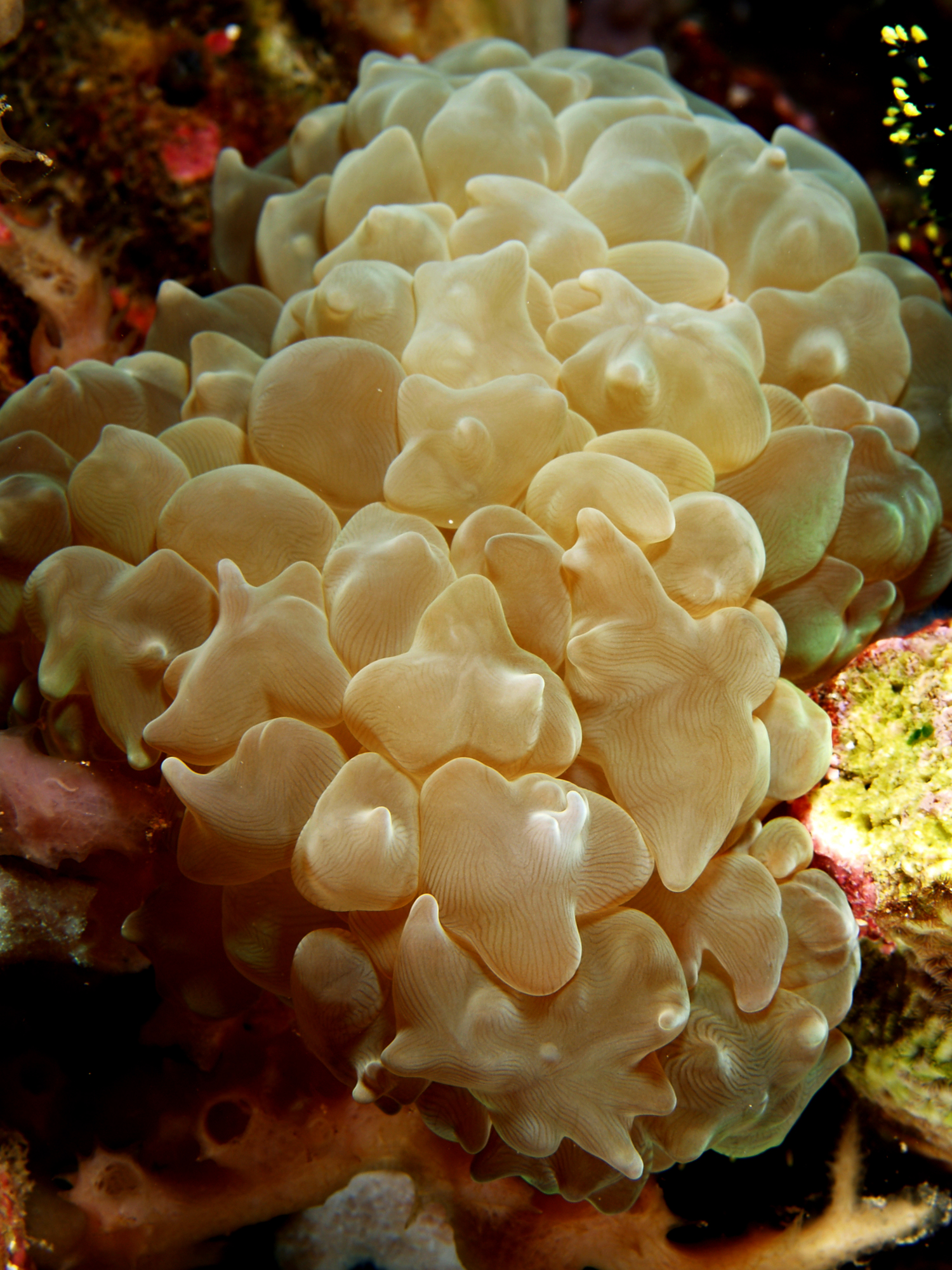
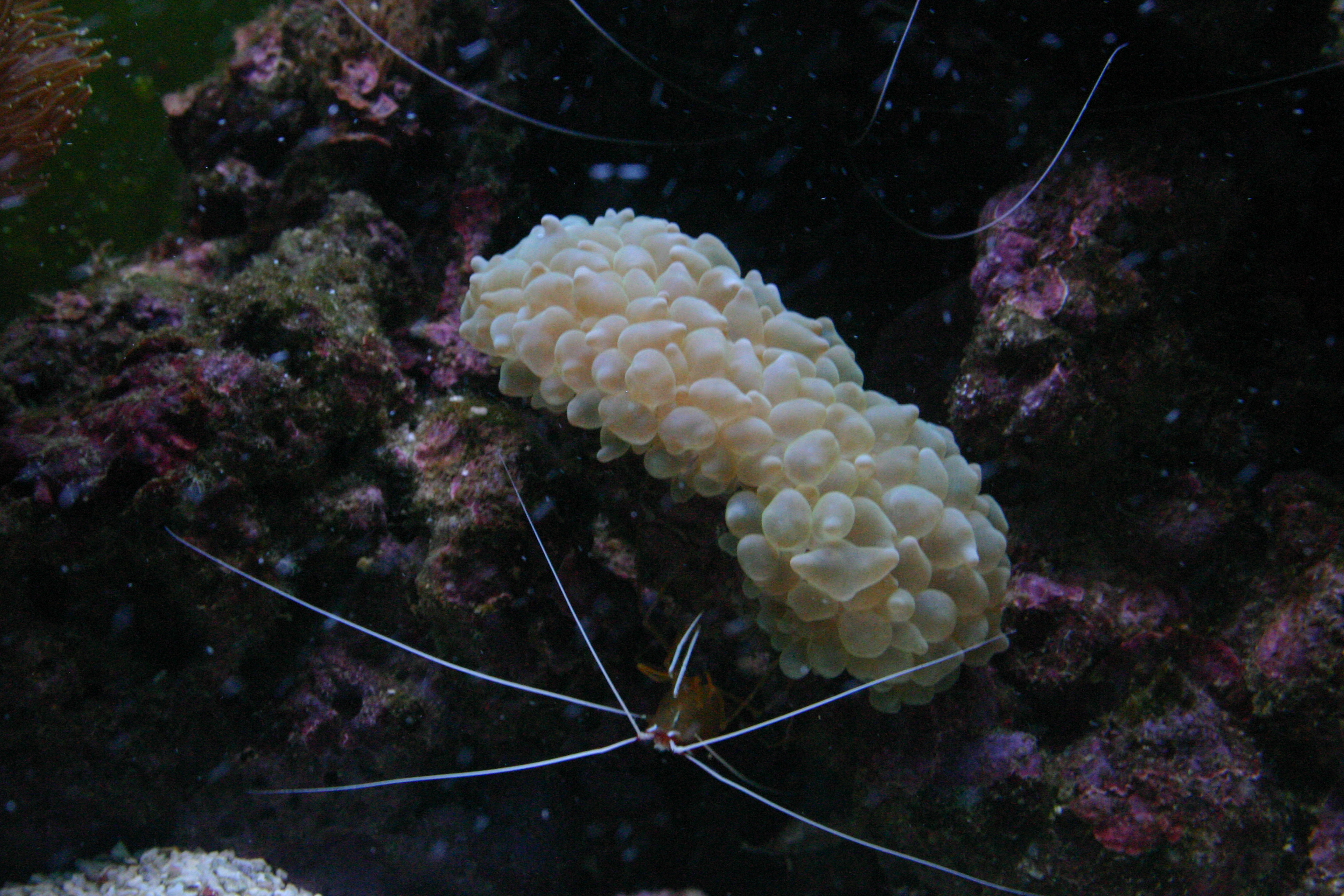
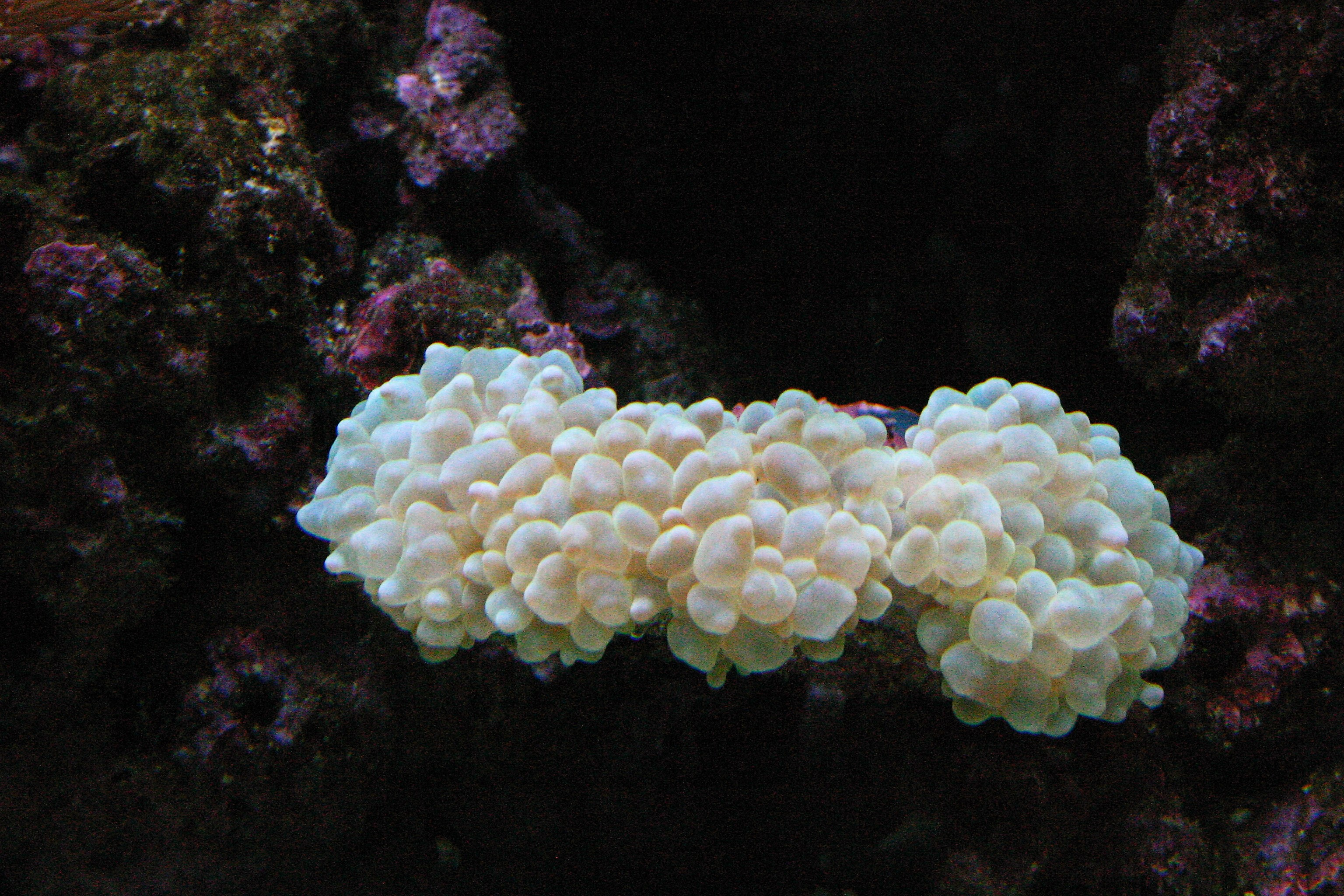
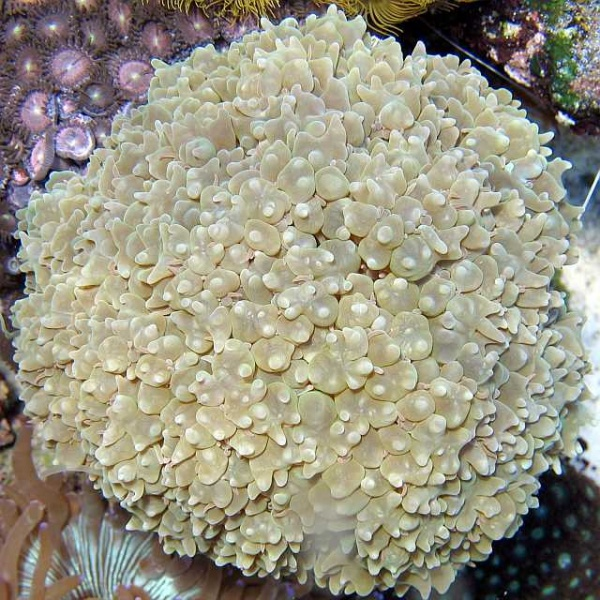